# Hondschootei csata
A hondschootei  csata 1793. szeptember 6. – szeptember 8. között zajlott le az első koalíciós háború idején a Jean Nicolas Houchard vezette francia köztársasági erők és a Frederick yorki herceg vezette brit-hannoveri erők között.

## Lefolyása
1793. augusztusára Coburg hercege elfoglalta Condé-t, Valenciennes-t, és Le Cateau-t. Dunkerque-nél a francia Souham tábornok második serege Hoche parancsnoksága alatt bátran állta a York herceg vezette ostromló brit erők támadását. Carnot tábornok elrendelte Houchardnak, hogy szabadítsa fel Dunkerque-t.
Szeptember 6-án  egy 40 000 fős hadsereg élén, Houchard bevonult Rexpoëde-ba, Bambecque-be, és Oost-Cappelbe. Szeptember 8-án a párizsi gyalogos csendőrök szurony rohama után, Houchard  egy gyalog ezreddel és a párizsi gránátosaival elfoglalta Hondschoote-t.
York hercege felhagyott Dunkerque ostromával és gyorsan visszavonult Furnes-ba, egy tengerparti városba, ahol Freytag marsall csapatai is csatlakoztak hozzá.

## Eredménye
Hondschoote-nál a 40 000 főnyi francia sereg vereséget mért a 24 000 fós brit és hannoveri seregre, zsákmányolt 6 zászlót, valamint a York herceg tüzérségét. Ez stratégiai győzelmet eredményezett: a britek felhagytak Dunkerque ostromával. Annak ellenére, hogy a diadalmasan megvédte a várost, Houchard-t később guillotine-nal lefejezték, mert nem üldözte a briteket.

## Fordítás
- Ez a szócikk részben vagy egészben  a   Battle of Hondschoote (1793) című angol Wikipédia-szócikk fordításán alapul.  Az eredeti cikk szerkesztőit annak laptörténete sorolja fel. Ez a jelzés csupán a megfogalmazás eredetét és a szerzői jogokat jelzi, nem szolgál a cikkben szereplő információk forrásmegjelöléseként.